# Punta Sanhueza
Punta Sanhueza ist eine Landspitze an der Danco-Küste des Grahamlands auf der Antarktischen Halbinsel. Am Ostufer der Aguirre-Passage liegt sie zwischen dem Punta Krug und dem Punta Guzmán.
Wissenschaftler der 5. Chilenischen Antarktisexpedition (1950–1951) benannten sie nach Eduardo Sanhueza Carmona, Kapitän des Schiffs Lientur bei dieser Forschungsreise.